# Alain Cohen (acteur)
Pour les articles homonymes, voir Alain Cohen et Cohen.
Alain Cohen est un acteur français né à Boulogne Billancourt (Seine) le 10 janvier 1958.
Son nom reste associé à celui de Claude Berri, dont il fut au cinéma, le pendant, de l'enfance à l'adolescence, le temps de trois films.

## Biographie
Alain Cohen a 8 ans lorsqu'il tourne Le Vieil Homme et l'Enfant, un film de Claude Berri dans lequel il partage l'affiche avec Michel Simon. À la recherche d'un enfant pour les besoins de son film, le réalisateur sillonne la France et se rend dans les synagogues le dimanche, pour trouver celui qui incarnerait le personnage de Claude Langman enfant au cinéma.
À cette époque, à Paris, Alain Cohen est inscrit à l'école talmudique de la rue Montevidéo. Turbulent l'enfant puni doit sortir de la classe. Et c'est là que, caché derrière un rideau, dans le couloir, passent Claude Berri et le rabbin, qui le surprend et lui tire les oreilles. « C'est lui » déclare alors le réalisateur...
Ses parents, contactés au téléphone par le rabbin, rencontrent Berri. Le vieil homme et l'enfant est l'histoire d'un enfant juif, sous l'occupation, que les parents, pour le protéger, envoient à la campagne... Durant, la guerre, la mère d'Alain Cohen, enfant, a vécu une histoire similaire; aussi, touchés par le sujet, les parents acceptent que leur fils tourne le film. L'acteur Michel Simon a un droit de regard sur le choix de son « partenaire » et un bout d'essai est réalisé. L'affaire est conclue. Le tournage dure trois mois, un laps de temps dont Cohen dira plus tard qu'ils sont : « définitivement gravés dans le marbre. Je me souviens de chaque minute, chaque seconde, de chaque mot. Je savais que je vivais quelque chose d'extraordinaire ! »
Après ce tournage, l'enfant reçut plusieurs autres propositions de films, toutes refusées par ses parents (ce qui lui fut, plus tard, révélé par Claude Berri).
Cependant, en 1970, Alain Cohen retrouve Claude Berri et son personnage de Claude Langmann, pour le film Le Cinéma de papa, inspiré de l'enfance du réalisateur.
En 1976, Claude Berri réalise La Première fois, où, là encore, Cohen est son double à l'écran.
L'adolescent ne se plait pas à l'écran et n'apprécie pas sa prestation :  « Ça me faisait ch... ! Le Vieil homme m'avait tout donné. Face à un monstre sacré (Michel Simon), il y a juste besoin d'être là... » Claude Berri, dont il est resté proche, lui proposera encore plusieurs tournages, qu'Alain Cohen refusera : « Je n'ai jamais voulu, déclare-t-il plus tard, je savais que je n'étais pas bon. »
Alain Cohen devient architecte, métier qu'il exerça durant quinze ans, avant de se reconvertir marchand de fruits et légumes à Rungis.
En 2004, il revient furtivement sur les écrans, dans un film produit par Claude Berri et réalisé par Yvan Attal, Ils se marièrent et eurent beaucoup d'enfants.

## Filmographie
- 1967 : Le Vieil Homme et l'Enfant de Claude Berri : Claude
- 1970 : Le Cinéma de papa de Claude Berri : Claude Langmann enfant
- 1976 : La Première Fois de Claude Berri : Claude
- 2004 : Ils se marièrent et eurent beaucoup d'enfants d'Yvan Attal : Fred